# New York Drama Critics' Circle
El New York Drama Critics' Circle (Cercle de Crítics Teatrals de Nova York) és una agrupació formada per 24 crítics de teatre de premsa, revistes i agències de notícies establerts a la zona metropolitana de Nova York. Va ser creada el 1935 a l'Algonquin Hotel per un grup que incloïa Brooks Atkinson, Walter Winchell, i Robert Benchley.

## Membres afiliats
Membres afiliats a l'agrupacio.
| - Associated Press - Back Stage - Bloomberg News - Entertainment Weekly - New York - New York Daily News | - New York Post - Newsday - The New Yorker - TheaterMania - Time | - Time Out New York - USA Today - Variety - Village Voice - Wall Street Journal |

## El Premi del New York Drama Critics' Circle
El New York Drama Critics' Circle es reuneix dues vegades l'any. Al final de cada temporada teatral, voten els Premis Anuals del Cercle de Crítics de Teatre de Nova York, el segon premi teatral més veterà dels Estats Units (després del Premi Pulitzer). El premi principal és a la Millor Obra. Si el guanyador és estatunidenc, llavors el Cercle vota sobre si donar un premi a la Millor Obra Estrangera; de la mateixa manera que li el guanyador de la Millor Obra és estranger, llavors el Cercle pot donar un premi a la Millor Obra Americana. Els premis són concedits en una petita cerimònia. Des de 1945 el Cercle també concedeix un premi al Millor Musical. Les Citacions Especials poden ser concedides a actors, companyies o treballs especials d'un mèrit especial. El premi de Millor Obra inclou un premi monetari de $2.500.-, i els guanyadors de Millor Obra Americana o Estrangera reben un premi monetari de $1.000.
Tot i que Brooks Atkinson del New York Times va ser el primer President del Cercle, els crítics del Times ja no poden ser membres. El 1989 l'editor executiu del diari decretà que els seus crítics ja no podrien participar en cap premi. Els crítics del Times serviren com a membres sense vot del Cercle fins al 1997, quan el diari revisà la seva política i permeté als seus crítics que tornessin a votar. El 2003, però, el permís tornà a ser revocat, i els crítics del Times van haver de retirar-se del Cercle.

## Premis de Teatre i guanyadors de citacions

### Millor Obra
| - 1936: Winterset - Maxwell Anderson - 1937: High Tor - Maxwell Anderson - 1938: Of Mice and Men – John Steinbeck - 1939: The Time of Your Life – William Saroyan - 1941: Watch on the Rhine - Lillian Helman - 1943: The Patriots - Sidney Kingsley - 1945: The Glass Menagerie – Tennessee Williams - 1947: All My Sons – Arthur Miller - 1948: A Streetcar Named Desire – Tennessee Williams - 1949: Death of a Salesman – Arthur Miller - 1950: The Member of the Wedding - Carson McCullers - 1951: Darkness at Noon - Sidney Kingsley - 1952: I Am a Camera - John Van Druten - 1953: Picnic – William Inge - 1954: The Teahouse of the August Moon - John Patrick - 1955: Cat on a Hot Tin Roof – Tennessee Williams - 1956: The Diary of Anne Frank - Frances Goodrich i Albert Hackett - 1957: Long Day's Journey into Night – Eugene O'Neill - 1958: Look Homeward, Angel - Ketti Frings - 1959: A Raisin in the Sun – Lorraine Hansberry - 1960: Toys in the Attic - Lillian Hellman - 1961: All the Way Home - Tad Mosel - 1962: The Night of the Iguana – Tennessee Williams - 1963: Who's Afraid of Virginia Woolf? – Edward Albee - 1964: Luther - John Osborne - 1965: The Subject Was Roses - Frank D. Gilroy - 1966: Marat/Sade by Peter Weiss - 1967: The Homecoming – Harold Pinter - 1968: Rosencrantz and Guildenstern Are Dead – Tom Stoppard - 1969: The Great White Hope - Howard Sackler - 1970: Borstal Boy - Frank McMahon - 1971: Home - David Storey - 1972: That Championship Season - Jason Miller - 1973: The Changing Room – David Storey - 1974: The Contractors - David Storey - 1975: Equus - Peter Shaffer | - 1976: Travesties - Tom Stoppard - 1977: Otherwise Engaged - Simon Gray - 1978: Da – Hugh Leonard - 1979: The Elephant Man - Bernard Pomerance - 1980: Talley's Folly - Lanford Wilson - 1981: A Lesson From Aloes - Athol Fugard - 1982: The Life and Adventures of Nicholas Nickleby (obra) - David Edgar - 1983: Brighton Beach Memoirs – Neil Simon - 1984: The Real Thing – Tom Stoppard - 1985: Ma Rainey's Black Bottom – August Wilson - 1986: A Lie of the Mind – Sam Shepard - 1987: Fences – August Wilson - 1988: Joe Turner's Come and Gone – August Wilson - 1989: The Heidi Chronicles – Wendy Wasserstein - 1990: The Piano Lesson – August Wilson - 1991: Six Degrees of Separation – John Guare - 1992: Dancing at Lughnasa – Brian Friel - 1993: Angels in America: Millennium Approaches – Tony Kushner - 1994: Three Tall Women – Edward Albee - 1995: Arcadia – Tom Stoppard - 1996: Seven Guitars – August Wilson - 1997: How I Learned To Drive – Paula Vogel - 1998: Art – Yasmina Reza - 1999: Wit – Margaret Edson - 2000: Jitney – August Wilson - 2001: The Invention of Love – Tom Stoppard - 2002: The Goat: or, Who is Sylvia? – Edward Albee - 2003: Take Me Out – Richard Greenberg - 2004: Intimate Apparel – Lynn Nottage - 2005: Doubt – John Patrick Shanley - 2006: The History Boys – Alan Bennett - 2007: The Coast of Utopia – Tom Stoppard - 2008: August: Osage County – Tracy Letts - 2009: Ruined – Lynn Nottage - 2010: The Orphans' Home Cycle – Horton Foote - 2011: Good People - David Lindsay-Abaire |

### Millor Obra Estrangera
| - 1938: Shadow and Substance - Paul Vincent Carroll - 1939: The White Steed - Paul Vincent Carroll - 1941: The Corn is Green – Emlyn Williams - 1942: Blithe Spirit – Noël Coward - 1944: Jacobowsky and the Colonel (Jacobowsky und der Oberst) - Franz Werfel - 1947: No Exit – Jean-Paul Sartre - 1948: The Winslow Boy - Terence Rattigan - 1949: The Madwoman of Chaillot - Jean Giraudoux - 1950: The Cocktail Party – T. S. Eliot - 1951: The Lady's Not for Burning - Christopher Fry - 1952: Venus Observed - Christopher Fry - 1953: The Love of Four Colonels - Peter Ustinov - 1954: Ondine - Jean Giraudoux - 1955: Witness for the Prosecution – Agatha Christie - 1956: Tiger at the Gates - Jean Giraudoux i Christopher Fry - 1957: The Waltz of the Toreadors – Jean Anouilh - 1958: Look Back in Anger – John Osborne - 1959: The Visit - Friedrich Duerrenmatt i Maurice Valency - 1960: Five Finger Exercise - Peter Shaffer - 1961: A Taste of Honey – Shelagh Delaney | - 1962: A Man for All Seasons - Robert Bolt - 1972: The Screens - Jean Genet - 1980: Betrayal – Harold Pinter - 1983: Plenty – David Hare - 1986: Benefactors - Michael Frayn - 1987: Les liaisons dangereuses - Christopher Hampton - 1988: The Road to Mecca - Athol Fugard - 1989: Aristocrats – Brian Friel - 1990: Privates on Parade - Peter Nichols - 1991: Our Country's Good - Timberlake Wertenbaker - 1993: Someone Who'll Watch Over Me - Frank McGuinness - 1996: Molly Sweeney – Brian Friel - 1997: Skylight – David Hare - 1999: Closer – Patrick Marber - 2000: Copenhagen – Michael Frayn - 2003: Talking Heads – Alan Bennett - 2005: The Pillowman – Martin McDonagh - 2009: Black Watch – Gregory Burke - 2011: Jerusalem - Jez Butterworth |

### Millor Obra Americana
- 1970: The Effect of Gamma Rays on Man-in-the-Moon Marigolds - Paul Zindel
- 1971: The House of Blue Leaves – John Guare
- 1973: Hotel Baltimore – Lanford Wilson
- 1974: Short Eyes - Miguel Piñero
- 1975: The Taking of Miss Janie - Ed Bullins
- 1976: Streamers - David Rabe
- 1977: American Buffalo – David Mamet
- 1981: Crimes of the Heart – Beth Henley
- 1982: A Soldier's Play - Charles Fuller
- 1984: Glengarry Glen Ross - David Mamet
- 1992: Two Trains Running – August Wilson
- 1995: Love! Valour! Compassion! – Terrence McNally
- 1998: Pride's Crossing – Tina Howe
- 2001: Proof – David Auburn
- 2007: Radio Golf – August Wilson

### Millor Musical
| - 1946: Carousel – Richard Rodgers i Oscar Hammerstein II - 1947: Brigadoon - Frederick Loewe i Alan Jay Lerner - 1949: South Pacific - Richard Rodgers, Oscar Hammerstein II, i Joshua Logan - 1950: The Consul - Gian Carlo Menotti - 1951: Guys and Dolls – Frank Loesser, Abe Burrows i Jo Swerling, - 1952: Pal Joey - Richard Rodgers, Lorenz Hart,and John O'Hara - 1953: Wonderful Town - Joseph Fields, Jerome Chodorov, Betty Comden, Adolph Green, i Leonard Bernstein - 1954: The Golden Apple (musical) - John La Touche i Jerome Moross - 1955: The Saint of Bleecker Street - Gian Carlo Menotti - 1956: My Fair Lady – Frederick Loewe i Alan Jay Lerner - 1957: The Most Happy Fella – Frank Loesser - 1958: The Music Man – Meredith Willson - 1959: La Plume de Ma Tante - Robert Dhery, Ross Parker, Francis Blanche, i Gerard Calvi - 1960: Fiorello! – Jerry Bock, Sheldon Harnick, George Abbott i Jerome Weidman - 1961: Carnival! - Michael Stewart i Bob Merrill - 1962: How to Succeed in Business Without Really Trying - Abe Burrows, Jack Weinstock, Willie Gilbert, i Frank Loesser - 1964: Hello, Dolly! - Michael Stewart i Jerry Herman - 1965: Fiddler on the Roof – Jerry Bock, Sheldon Harnick i Joseph Stein - 1966: Man of La Mancha - Dale Wasserman, Mitch Leigh, i Joe Darion - 1967: Cabaret – John Kander, Fred Ebb, i Joe Masteroff - 1968: Your Own Thing - Donald Driver, Hal Hester, i Danny Apolinar - 1969: 1776 – Sherman Edwards i Peter Stone - 1970: Company – Stephen Sondheim i George Furth - 1971: Follies – Stephen Sondheim i William Goldman - 1972: Two Gentlemen of Verona – Galt MacDermot, John Guare i Mel Shapiro - 1973: A Little Night Music – Stephen Sondheim i Hugh Wheeler | - 1974: Candide – Leonard Bernstein, Richard Wilbur, Hugh Wheeler i John La Touche - 1975: A Chorus Line – Marvin Hamlisch, Edward Kleban, James Kirkwood i Nicholas Dante - 1976: Pacific Overtures – Stephen Sondheim, John Weidman i Hugh Wheeler - 1977: Annie – Charles Strouse, Martin Charnin i Thomas Meehan - 1978: Ain't Misbehavin' – Fats Waller i Richard Maltby, Jr. - 1979: Sweeney Todd – Stephen Sondheim i Hugh Wheeler - 1980: Evita – Andrew Lloyd Webber i Tim Rice - 1983: Little Shop of Horrors – Alan Menken i Howard Ashman - 1984: Sunday in the Park with George – Stephen Sondheim i James Lapine - 1987: Les Misérables – Claude-Michel Schönberg, Alain Boublil i Herbert Kretzmer - 1988: Into the Woods – Stephen Sondheim i James Lapine - 1990: City of Angels – Larry Gelbart, Cy Coleman, i David Zippel - 1991: The Will Rogers Follies – Cy Coleman, Betty Comden, Adolph Green i Peter Stone - 1993: Kiss of the Spider Woman – John Kander, Fred Ebb, i Terrence McNally - 1996: Rent – Jonathan Larson - 1997: Violet – Jeanine Tesori i Brian Crawley - 1998: The Lion King – Elton John, Tim Rice, Roger Allers i Irene Mecchi - 1999: Parade – Jason Robert Brown i Alfred Uhry - 2000: James Joyce's The Dead – Shaun Davey i Richard Nelson - 2001: The Producers – Mel Brooks i Thomas Meehan - 2003: Hairspray – Marc Shaiman, Scott Wittman, Thomas Meehan i Mark O'Donnell - 2006: The Drowsy Chaperone – Bob Martin, Don McKellar, Lisa Lambert i Greg Morrison - 2007: Spring Awakening – Duncan Sheik i Steven Sater - 2008: Passing Strange – Stew i Heidi Rodewald - 2009: Billy Elliot the Musical – Elton John i Lee Hall - 2011: The Book of Mormon – Trey Parker, Matt Stone i Robert Lopez |

### Premis especials i citacions
- 1952: Don Juan in Hell - George Bernard Shaw
- 1963: Beyond the Fringe – Alan Bennett, Peter Cook, Jonathan Miller i Dudley Moore
- 1964: The Trojan Women – Euripides
- 1966: Mark Twain Tonight - Hal Holbrook
- 1971: Sticks and Bones de David Rabe i Old Times de Harold Pinter
- 1980: Peter Brook's Le Centre International de Créations Théâtricales a La Mama
- 1981: Lena Horne per Lena Horne: The Lady and Her Music i The Pirates of Penzance de New York Shakespeare Festival
- 1983: Young Playwrights Festival
- 1984: Samuel Beckett, pel conjunt del seu treball
- 1986: The Search for Signs of Intelligent Life in the Universe – Lily Tomlin i Jane Wagner
- 1989: Largely New York – Bill Irwin
- 1992: Eileen Atkins – A Room of One's Own
- 1994: Anna Deavere Smith – Twilight: Los Angeles, 1992
- 1994: Signature Theatre Company's Horton Foote season
- 1997: Chicago revival — Encores!
- 1998: Cabaret – Roundabout Theatre Company
- 1999: David Hare
- 2002: Elaine Stritch – Elaine Stritch At Liberty
- 2004: Barbara Cook
- 2006: John Doyle, Sarah Travis – Sweeney Todd i Christine Ebersole – Grey Gardens
- 2007: Journey's End – revival de Broadway
- 2009: Angela Lansbury; Matthew Warchus i el repartiment de The Norman Conquests; Gerard Alessandrini per Forbidden Broadway
- 2010: Lincoln Center Festival; Viola Davis; Annie Baker
- 2011: The Normal Heart; Mark Rylance per La Bête i Jerusalem; i la direcció, disseny i titelles de War Horse

## Finalistes
| Any  | Espectacle                        | Autor(s)                                             | Nominat per            |
| 1936 | Idiot's Delight                   | Robert E. Sherwood                                   | Millor Obra Americana  |
| 1937 | Johnny Johnson                    | Kurt Weill i Paul Green                              | Millor Musical         |
| 1938 | Our Town                          | Thornton Wilder                                      | Millor Obra Americana  |
| 1941 | Native Son                        | Paul Green and Richard Wright                        | Millor Obra Americana  |
| 1943 | The Skin of Our Teeth             | Thornton Wilder                                      | Millor Obra Americana  |
| 1947 | The Iceman Cometh                 | Eugene O'Neill                                       | Millor Obra Americana  |
| 1949 | Kiss Me, Kate                     | Cole Porter, Bella Spewack, i Sam Spewack            | Millor Musical         |
| 1951 | Billy Budd                        | Louis O. Coxe and Robert Chapman                     | Millor Obra Americana  |
| 1951 | The King and I                    | Richard Rodgers i Oscar Hammerstein II               | Millor Musical         |
| 1952 | Mrs. McThing                      | Mary Coyle Chase                                     | Millor Obra Americana  |
| 1953 | The Crucible                      | Arthur Miller                                        | Millor Obra Americana  |
| 1954 | The Caine Mutiny Court-Martial    | Herman Wouk                                          | Millor Obra Americana  |
| 1955 | Bus Stop                          | William Inge                                         | Millor Obra Americana  |
| 1962 | Gideon                            | Paddy Chayefsky                                      | Millor Obra Americana  |
| 1965 | Luv                               | Murray Schisgal                                      | Millor Obra            |
| 1965 | The Odd Couple                    | Neil Simon                                           | Millor Obra            |
| 1966 | Philadelphia, Here I Come!        | Brian Friel                                          | Millor Obra            |
| 1966 | The Royal Hunt of the Sun         | Peter Schaffer                                       | Millor Obra            |
| 1967 | A Delicate Balance                | Edward Albee                                         | Millor Obra            |
| 1969 | Hadrian VII                       | Peter Luke                                           | Millor Obra            |
| 1970 | Indians                           | Arthur Kopit                                         | Millor Obra Americana  |
| 1971 | The Trial of the Catonsville Nine | Daniel Berrigan                                      | Millor Obra Americana  |
| 1972 | Sticks and Bones                  | David Rabe                                           | Millor Obra            |
| 1972 | Old Times                         | Harold Pinter                                        | Millor Obra Estrangera |
| 1973 | Seesaw                            | Cy Coleman, Dorothy Fields, i Michael Bennett        | Millor Musical         |
| 1973 | Pippin                            | Stephen Schwartz, Bob Fosse, and Roger O. Hirson     | Millor Musical         |
| 1974 | In the Boom Boom Room             | David Rabe                                           | Millor Obra Americana  |
| 1975 | The Island                        | Athol Fugard                                         | Millor Obra            |
| 1975 | Seascape                          | Edward Albee                                         | Millor Obra Americana  |
| 1977 | No Man's Land                     | Harold Pinter                                        | Millor Obra            |
| 1977 | I Love My Wife                    | Cy Coleman and Michael Stewart                       | Millor Musical         |
| 1981 | Amadeus                           | Peter Schaffer                                       | Millor Obra            |
| 1982 | Master Harold...and the Boys      | Athol Fugard                                         | Millor Obra            |
| 1982 | Torch Song Trilogy                | Harvey Fierstein                                     | Millor Obra Americana  |
| 1983 | 'night, Mother                    | Marsha Norman                                        | Millor Obra            |
| 1983 | Top Girls                         | Caryl Churchill                                      | Millor Obra Estrangera |
| 1983 | Quartermaine's Terms              | Simon Gray                                           | Millor Obra Estrangera |
| 1985 | Biloxi Blues                      | Neil Simon                                           | Millor Obra            |
| 1987 | Me and My Girl                    | Noel Gay, Douglas Furber, i L. Arthur Rose           | Millor Musical         |
| 1988 | M. Butterfly                      | David Henry Hwang                                    | Millor Obra            |
| 1988 | The Phantom of the Opera          | Andrew Lloyd Webber, Charles Hart, i Richard Stilgoe | Millor Musical         |
| 1990 | The Grapes of Wrath               | Frank Galati                                         | Millor Obra            |
| 1990 | Prelude to a Kiss                 | Craig Lucas                                          | Millor Obra            |
| 1991 | The Secret Garden                 | Lucy Simon i Marsha Norman                           | Millor Musical         |
| 1992 | Marvin's Room                     | Scott McPherson                                      | Millor Obra Americana  |
| 1994 | Angels in America: Perestroika    | Tony Kushner                                         | Millor Obra            |
| 1997 | The Life                          | Cy Coleman, Ira Gasman, and David Newman             | Millor Musical         |
| 1998 | The Beauty Queen of Leenane       | Martin McDonagh                                      | Millor Obra            |
| 1998 | Three Days of Rain                | Richard Greenberg                                    | Millor Obra Americana  |
| 1998 | Ragtime                           | Stephen Flaherty, Lynn Ahrens, i Terrence McNally    | Millor Musical         |
| 2000 | Contact                           | John Weidman                                         | Millor Musical         |
| 2001 | The Play About the Baby           | Edward Albee                                         | Millor Obra Americana  |
| 2007 | Radio Golf                        | August Wilson                                        | Millor Obra            |
| 2007 | Frost/Nixon                       | Peter Morgan                                         | Millor Obra            |
| 2007 | Dying City                        | Christopher Shinn                                    | Millor Obra Americana  |
| 2007 | Indian Blood                      | A.R. Gurney                                          | Millor Obra Americana  |
| 2008 | Adding Machine                    | Jason Loewith i Joshua Schmidt                       | Millor Musical         |
| 2008 | The Seafarer                      | Conor McPherson                                      | Millor Obra            |
| 2008 | Rock 'n' Roll                     | Tom Stoppard                                         | Millor Obra            |
| 2009 | Next To Normal                    | Tom Kitt and Brian Yorkey                            | Millor Musical         |
| 2009 | Road Show                         | Stephen Sondheim i John Weidman                      | Millor Musical         |
| 2009 | God of Carnage                    | Yasmina Reza                                         | Millor Obra Estrangera |
| 2009 | Blasted                           | Sarah Kane                                           | Millor Obra Estrangera |